# Saale
Saale este un râu în Estul Germaniei, afluent al Elbei. Are o lungime de 427 kilometri. Izvorăște din Fichtelgebirge, drenează Turingia de Est și traversează Jena și Halle. Este navigabil.

## Afluenți
- Lamitz
- Schwesnitz
- Südliche Regnitz (din dreapta)
- Selbitz (din stânga)
- Wisenta (din dreapta)
- Loquitz (din stânga)
- Schwarza (din stânga)
- Orla (din dreapta)
- Roda (din dreapta)
- Ilm (din stânga)
- Unstrut (din stânga)
- Wethau (din dreapta)
- Rippach (din dreapta)
- Geisel (din stânga)
- Laucha (din stânga)
- Weiße Elster (din dreapta)
- Salza (din stânga)
- Fuhne (din dreapta)
- Wipper (din stânga)
- Bode (din stânga)

## Baraje
- Bleilochtalsperre
- Talsperre Burgkhammer
- Talsperre Walsburg
- Hohenwartetalsperre
- Talsperre Eichicht
- Aceste baraje alcătuiesc împreună așa numita „Saalekaskade” (Cascadele de pe Saale) care se întind pe o lungime de 80 de km, fiind pe locul doi ca importanță în rețeaua hidrocentralelor din Germania.

## Localități traversate
- Orașele apar cu litere groase.

Zell – Sparneck – Weißdorf – Seulbitz – Förbau – Schwarzenbach an der Saale – Fattigau – Oberkotzau – Hof – Brunnenthal – Saalenstein – Joditz – Landesgrenze Bayern/Thüringen – Hirschberg – Sparnberg – Rudolphstein – Blankenberg – Blankenstein – Harra – Saaldorf – Saalburg – Poeritzsch – Gräfenwarth – Burgk – Walsburg – Ziegenrück – Neidenberga – Hohenwarte – Eichicht – Kaulsdorf – Fischersdorf – Weischwitz – Reschwitz – Breternitz – Saalfeld – Schwarza – Volkstedt – Rudolstadt – Catharinau – Kolkwitz – Weißen – Uhlstädt – Rückersdorf – Zeutsch – Niederkrossen – Orlamünde – Freienorla – Großeutersdorf – Kleineutersdorf – Kahla – Großpürschütz – Jägersdorf – Rothenstein – Maua – Lobeda – Jena – Zwätzen – Porstendorf – Dornburg – Dorndorf-Steudnitz – Wichmar – Camburg – Tümpling – Großheringen – Kleinheringen – Landesgrenze Thüringen/Sachsen-Anhalt – Stendorf – Saaleck – Bad Kösen – Naumburg – Schellsitz – Eulau – Goseck – Leißling – Lobitzsch – Uichteritz – Markweben – Weißenfels – Dehlitz – Schkortleben – Kleinkorbetha – Großkorbetha – Oebles-Schlechtewitz – Wengelsdorf – Bad Dürrenberg – Kröllwitz – Leuna – Trebnitz – Merseburg – Meuschau – Freiimfelde – Schkopau – Korbetha – Hohenweiden – Rockendorf – Holleben – Halle – Kröllwitz – Lettin – Brachwitz – Schiepzig – Salzmünde – Pfützthal – Döblitz – Zaschwitz – Wettin – Kloschwitz – Rumpin – Dobis – Friedeburg – Zickeritz – Rothenburg – Nelben – Gnölbzig – Trebnitz – Alsleben – Poplitz – Großwirschleben – Plötzkau – Gröna – Bernburg – Dröbe – Nienburg – Wedlitz – Damaschke Plan – Wispitz – Calbe – Trabitz – Groß Rosenburg – Werkleitz

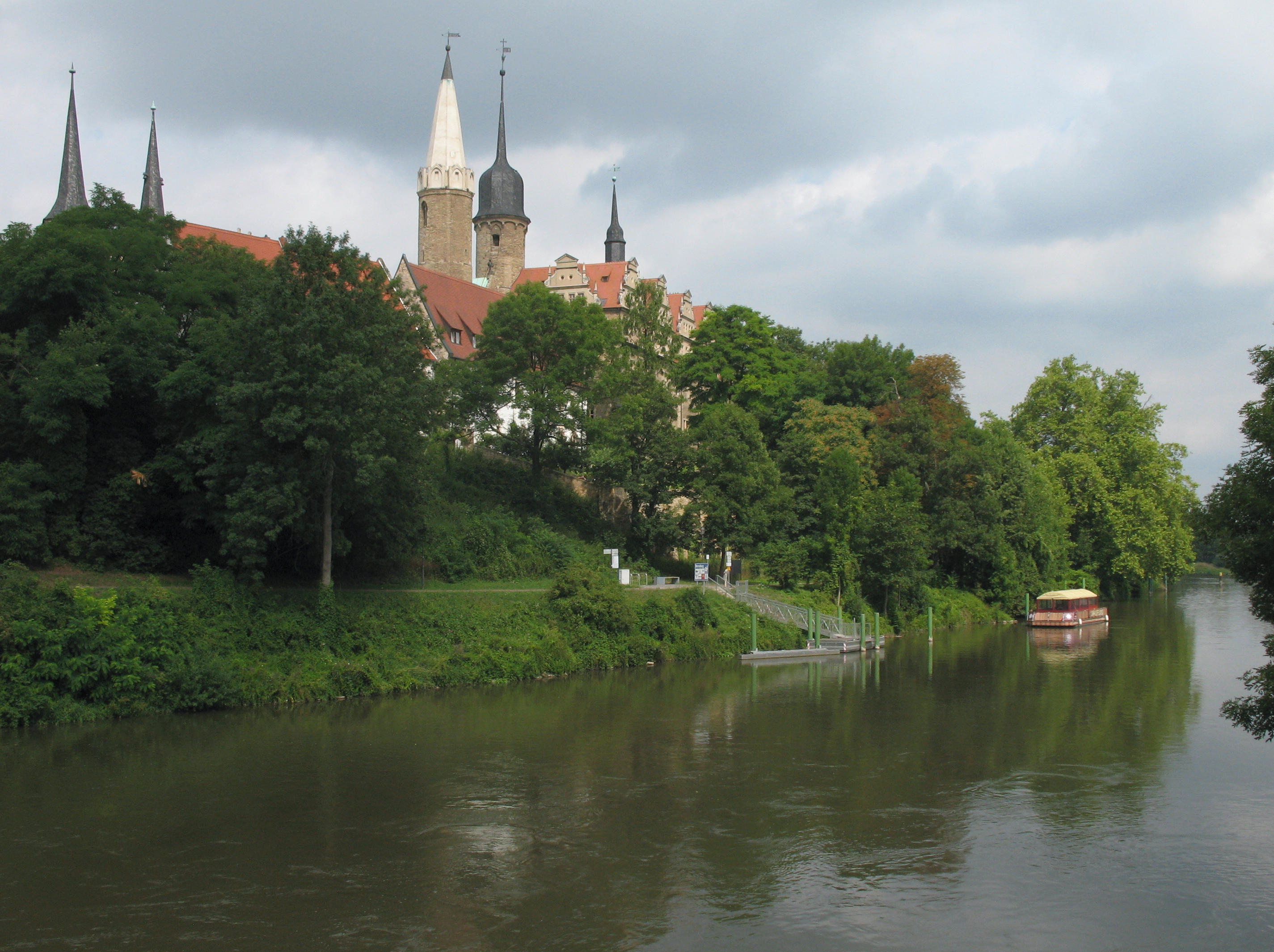
Merseburg